# Pill (Royaume-Uni)
Pour les articles homonymes, voir Pill (homonymie).
Pill est un village du North Somerset en Angleterre, situé sur la rive sud de la rivière Avon, à environ 6 km de Bristol.
Le village a une longue histoire maritime.
Sa population était de 3 525 habitants en 2011.